# Jaspur
Jaspur är en ort i Indien.   Den ligger i distriktet Udham Singh Nagar och delstaten Uttarakhand, i den norra delen av landet, 170 km öster om huvudstaden New Delhi. Jaspur ligger 245 meter över havet och antalet invånare är 42 524.
Terrängen runt Jaspur är platt. Runt Jaspur är det tätbefolkat, med 762 invånare per kvadratkilometer. Närmaste större samhälle är Kashipur, 14,4 km sydost om Jaspur. Trakten runt Jaspur består till största delen av jordbruksmark.